# Bédu
Bédu, cuyo nombre real es Bernard Dumont, es un historietista belga, nacido el 11 de abril de 1948 en Ciney (Bélgica). 

## Biografía
Licenciado en Economía por la Universidad de Lovaina con una tesis titulada «la formation des prix en système socialiste soviétique», se dedicó al cómic a partir de 1972, primero como ayudante en el estudio de Berck, dibujante de Sammy, durante tres años, y después con su contribuciones en la revista Tintín a partir de 1975. Sus principales creaciones en esta revista fueron Beany, le Raton-Laveur (1975), P’tit Prof (1977) y Ali Béber (1982) con el guionista Blareau, pero también Hugo (1981) de la cual también crea el guion. 
A partir de 1983 dibuja Clifton después del fallecimiento de su creador Raymond Macherot. Todas estas obras fueron publicadas en álbumes por la editorial Le Lombard, pero a partir de 1992 dibujó Les Psy con guion de Raoul Cauvin y publicada por Dupuis.

## Bibliografía

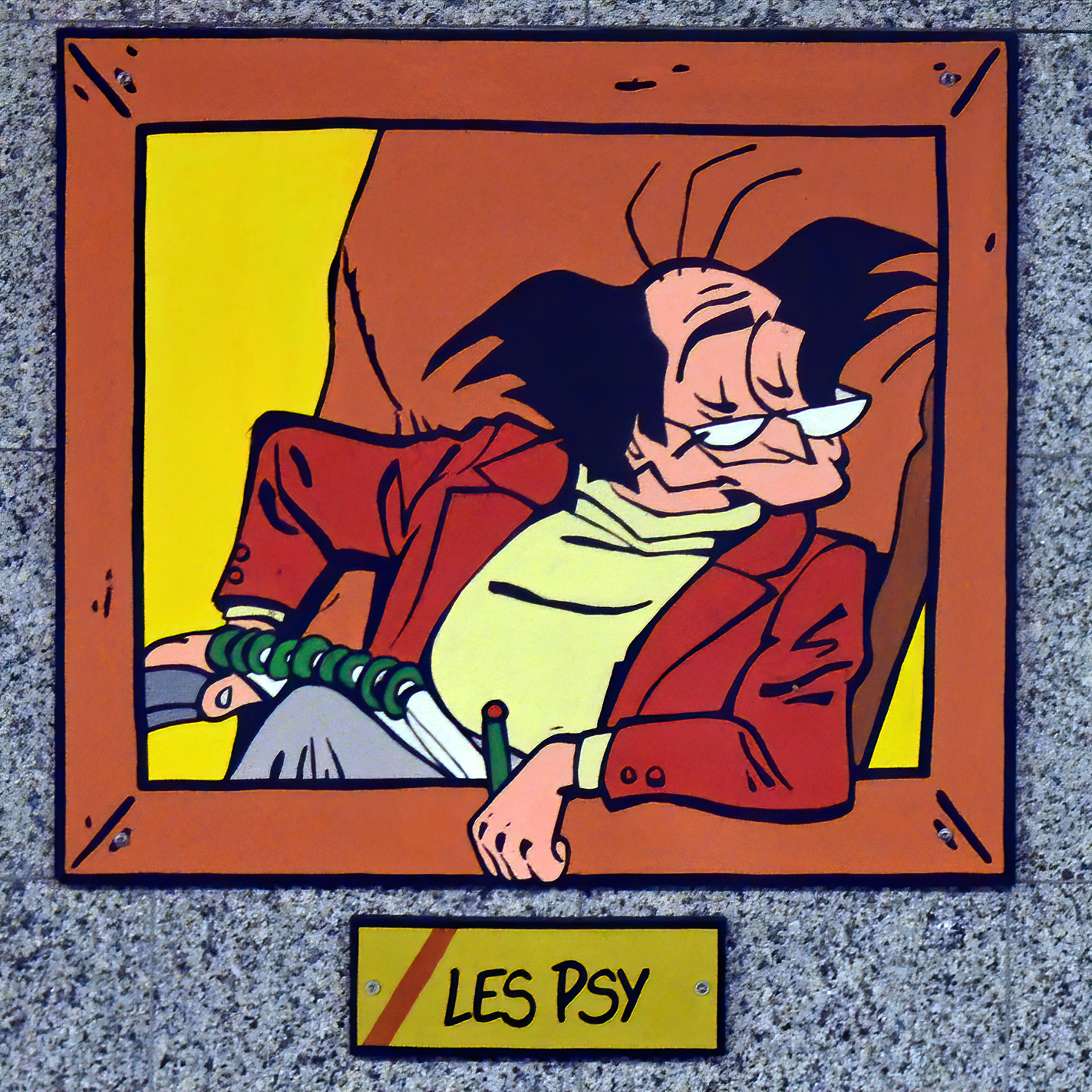
Representación en la estación de metro ligero de Janson, en Charleroi.